# 헤이스팅스 반다
헤이스팅스 카무주 반다(영어: Hastings Kamuzu Banda, 1898년 2월 15일~1997년 11월 25일)는 1961년부터 1994년까지 말라위의 지도자였다. 해외에서 많은 교육을 받은 뒤, 반다는 식민지주의에 반하는 연설을 하기 위해 그의 조국 (당시 영국령 니아살랜드)에 되돌아왔고 독립을 향한 움직임을 이끌었다. 1963년, 그는 공식적으로 니아살랜드의 총리로 지명되었고 1년 뒤 니아살랜드를 말라위로서 독립하도록 이끌었다. 2년 뒤, 그는 자신을 대통령으로 하고서 말라위를 공화국으로 선언했다. 그는 재빨리 권력을 통합했으며 마침내 말라위를 말라위 의회당 아래 일당제 국가로 공표했다. 1970년, 말라위 의회당은 그를 당의 종신 총재로 선언했고, 다음 해에는 단독 종신 대통령이 되었다.
아프리카에 친서방 세력 지도자인, 그는 냉전 동안 서방으로부터 지원을 받았었다. 그는 전체적으로 여성의 권리를 지지했으며, 나라의 인프라를 증진시켰으며, 다른 아프리카의 나라들과 비교하여 좋은 교육 체계를 유지했다. 그러나, 그는 아프리카에서 가장 억압적인 통치 방식의 하나로 지배했다. 그는 또한 아파르트헤이트 시기 남아프리카 공화국과 완전한 외교 관계를 유지하는 것에 대해서 경멸로 대했다.
1993년까지 그는 국제적인 압박과 광범위한 항의에 직면했고, 국민투표가 그의 일당제를 끝냈다. 특별 의회가 그의 타이틀로부터 그를 벗겨냈다. 반다는 다음의 대통령 선거에 대통령 후보로 출마했지만 크게 패배했다. 그는 집권 기간 내내 야간통행금지를 실시했는데 그의 통치 종식 이후 해제되었다. 그는 1997년 남아프리카에서 사망했다. 말라위의 지배자로서 그의 업적은 국가와 아프리카의 영웅 또는 정치적인 폭군으로 평가되어 논쟁의 대상으로 남아있다.

## 생애

### 어린 시절
카무주 반다는 말라위 (당시 영국령 중앙아프리카) 카숭구 근처에서 음포논고 반다와 그의 아내 아쿠핀감니아마 피리 사이에서 태어났다. 그의 출생일은 불확실한데, 어떤 출생 등록도 없었던 시기에 태어났기 때문에, 정확한 출생일은 없다. 그의 전기작가였던 필립 쇼트는 가장 유사한 날짜로서 1898년 1월을 들었다. 그의 공식적인 생일은 1906년 5월 14일로서 정해졌는데 이 날짜는 어떤 전기 지침에 포함되어 있었다.
1905년경 그는 스코틀랜드 교회에서 세례를 받은 후 헤이스팅스라는 기독교 이름을 받았다. 1915년에서 1916년 사이에 그는 집을 떠나 근처에 리빙스토니아 미션 스쿨에서 선생님이었던 삼촌, 핸콕 음소케라 피리와 짐바브웨(당시 남로디지아)에 있는 하틀리에 걸어서 갔고 그 후 1917년 다시 걸어서 남아프리카 공화국에 갔다. 그는 몇년 동안 트란스발 광맥상에 있는 위트와테르스란드(Witwatersrand) 깊은 광산에서 다양한 일로 노동을 했다. 이 시기 동안에 그는 미국에 있는 감리교 학교에 그의 수업료를 대신 지불해줬던 아프리카인 감리교회(AME)의 주교 W. T 버논을 만났다. 1925년 그는 뉴욕으로 떠났다.

### 해외 생활(1925년~1958년)
반다는 오하이오주, 윌버포스에 있는 블랙 AME 단과대학 (현재 센트럴 주립대학교), 윌버포스 학회의 고등학교 부문에서 공부했으며 1928년에 졸업하였다. 그의 재정적 지원이 당장에 끝남과 함께, 반다는 그가 남아프리카 공화국에서 만났었던 가나의 교육자, 크웨이르 아그레이에 의해 타합되었던 구두 계약으로 얼만간의 돈을 벌었다. 키와니스 클럽 미팅에서 대화 중, 그는 그가 인디애나 대학교에 의과대학 예과 학생으로서 등록하도록 도와준 헤럴드 박사를 만났다. 블루밍턴에서, 그는 그를 시카고 대학교에 인류학자 에드워드 사피어에게 소개시켜줬던 민속학자 스티스 톰슨을 위하여 그의 원주민 체와족에 대한 몇 편의 수필을 썼으며 네번째 학기 후 그는 이전을 했다. 여기서 그의 수업시간 동안에 그는 인류학자이자 언어학자 마크 한나 왓킨스와 공동 연구를 하면서 체와 문화에 정보 제공자로서 활동을 했다.
시카고에서, 그는 아프리카계 미국인 코린나 선더스 집에서 하숙했다. 그는 역사를 전공했으며 1931년 'B 필'과 함께 졸업을 한다. 이 시기 동안, 그는 스미스 부인으로부터 재정적 지원을 받았으며 그녀의 남편 더글라스 스미스는 특허권을 가진 의약품과 펩소덴트(pepsodent) 치약으로 부를 쌓았으며 또한 이스트맨 코닥 이사회의 멤버 출신이기도 했다. 그는 그 후 이들과(델타 전기 회사의 월터 B. 스티븐슨 박사를 포함해서) 다른 후원자들의 여전한 재정적 지원으로, 테네시주에 있는 미해리 의학 대학 (Meharry Medical College)에서 의학을 공부했으며 그곳으로부터 그는 1937년에 졸업을 했다.
하지만 그는 대영 제국의 영토 내에서 의업에 종사하기 위해서, 그는 두 번째 의학 학위를 얻는 것이 명백히 필요했다. 그는 1941년 에든버러 대학교의 왕립 외과와 내과 대학교 의학 학교를 졸업했다.(의사로서 그의 귀환을 용의하게 하기 위하여) 니아살랜드와 스코틀랜 장로 교회로부터 매년 300 파운드의 장학금을 제공 받았다. 이 후원자들은 어느 쪽도 상대편을 의식하지 않았다. (그러나 충돌하는 거래가 있다. 그는 아직도 스미스 부인으로부터 자금을 제공 받고 있는 상태였다.) 그가 리버풀에서 열대 질병 과정을 등록했을 때, 니아살랜드 정부는 그의 장학금을 종결시켰다.
그는 그가 군대 의사로서 징병당하는 것을 양심적인 근거로 거부했을 때 리버풀을 떠날것을 강요당했다. 1942년과 1945년 사이 그는 타인에 뉴캐슬 근처 노스 쉴드에서 의사로서 일을 했다. 그는 노스 쉴드에 있는 이 시기에 에이미 월튼 부인의 세입자였으며 1960년대 후반 그녀의 죽음전까지 매년 그녀에게 크리스마스 카드를 보냈었다. 반다는 처음에 런던 할레스덴 시외에서 일반적인 실습을 위하여 이동하기 전에 유색 인종의 뱃사람을 위한 파견단에서 일했다. 보도에 따르면, 그는 그의 새로 발견한 재정적인 재원이 돌아간 집에 그의 확장가족 (extended family)에 의해 소모될 수 있다는 두려움 때문에 니아살랜드로 귀환하는 것을 피했었다.
1946년 그가 1939년 영국에서 만났었던 카숭구의 음와세 족장과 다른 정치적으로 활동하는 말라위인들의 간청에, 그는 맨체스터에 5번째 범 아프리카인 대회에서 니아살랜드 아프리카인 국회를 대표했다. 이 시기부터 그는 조국에 점점 적극적인 관심을 가지면서, 국회에 충고를 해주고 상당한 재정 지원을 제공한다. 동정적인 영국인으로부터 도움과 함께, 그는 또한 그들의 원조로 런던에 로비를 했다. 그는 남로디지아와 니아살랜드와 더불어 북로디지아 사이에 연방 정부를 구성하려는 남로디지아의 총리 로이 웰렌스키 경의 노력에 적극적으로 반대했으며, 그가 두려워했던 그 움직임은 니아살랜드 흑인들에 대해 그 이상의 권리 박탈을 초래할지 모른다는 것이었다. 연방 정부는 1953년에 형성되었다.
그가 1951년 니아살랜드에 돌아올것이라는 것은 다소 자극을 갖춘 루머였지만 결과로서 대신에 서아프리카에 골드 코스트로 움직였다. 그는 거기에 어느 정도는 할레스덴에 그의 접수원, 프렌치 부인을 수반하는 스캔들 때문에 갔을지 모른다. 반다는 그 주요한 프렌치 이혼을 특파원처럼 언급했으며 서아프리카에 그와 함께 갔던 프렌치 부인과의 간통으로 고소당했다(프렌치 부인은 1976년에 무일푼으로 죽었다). 헨리 치펨베레, 카냐마 치우메, 둔두주 치시자와 T.D.T 반다를 포함하는 몇몇의 영향력있는 의회 지도자들이 그를 니아살랜드에 돌아오도록 변호했다. 1958년 7월 6일 그는 마침내 대략 42년의 부재 후 고향에 돌아왔다. 8월에 응카타 베이에서 그는 국회 지도자로서 선출되었다.

### 조국 귀환 이후
그는 곧 나라를 여행하기 시작하면서, 중앙아프리카 연합 (또한 로디지아 니아살랜드 연방로도 알려짐)을 반대하는 연설을 했고 당의 일원이 되도록 그곳의 시민들을 독려했다(들리는 바에 의하면, 그는 그의 모국어 치체와어를 오랫동안 하지 않아서 그는 통역가와 존 음손티와 후에 그의 생애 대부분을 반다에 곁에서 밀접하게 남아있던 존 템보가 수행했던 역할을 필요로 했다.). 그는 그가 연설했던 어디서나 열광적인 환영을 받았으며 말라위인들 사이에서 교전은 점점 흔하게 되었다. 1959년 2월까지, 그 상황은 로디지아 군대가 질서를 유지하기 위해 흘러들 정도로 충분히 심각했으며 비상사태가 선언되었다. 3월 3일, 다른 아프리카인들의 수백명과 함께 반다는 "선라이즈 작전" (operation sunrise)의 과정속에 체포되었다. 그는 남 로디지아에 있는 궬로 (현재의 궤루)에 구속되었고 (니아살랜드 아프리카 회의라는 새로운 이름 아래) 말라위 의회당의 총재 지위는 1959년 8월 감옥으로부터 풀려났던 오턴 치르와가 임시로 맡는다.
그 사이에 영국의 분위기는 오랫동안 그 식민지를 포기하는 쪽으로 움직이고있는 상태였다. 반다는 1960년 4월에 감옥으로부터 출옥했으며 거의 즉시 독립을 둘러싸고 초래될 것을 목표로하는 대화를 위해 런던에 초대되었다. 1961년 8월에 선거가 열렸다. 그는 공식으로 1963년 2월 1일에 공식적으로 니아살랜드의 총리가 되었다. 그와 그의 동료인 같은 당 각료들은 신속히 중등교육을 넓혔으며, 소위 원주민 법정이라는 불리는것을 재편성했으며, 확실하게 식민지 농업 관세를 종결시켰으며 다른 개혁을 행했다. 1962년 12월 아프리카의 사무를 위하여 영국의 국무 장관 R. A. 버틀러가 근본적으로 그 연방을 끝내는 것에 대해 동의했다. 말라위에 그의 귀환 후 정확히 6년인 1964년 7월 6일에 니아살랜드는 말라위 독립 국가가 되었다.
이전의 니아살랜드를 대신하여 "말라위"라는 이름을 선택했던 사람은 반다 그 자신이었다. 그는 오래된 프랑스 지도에서 우다베 (Wodaabe)의 땅에 있는 "Lake Maravi" 로서 본 상태였으며 "Malawi" 같은 단어의 소리와 외관을 좋아했었다.

## 역대 선거 결과
| 선거명      | 직책명          | 대수 | 정당         | 득표율 | 득표수    | 결과 | 당락 |
| ----------- | --------------- | ---- | ------------ | ------ | --------- | ---- | ---- |
| 1994년 선거 | 말라위의 대통령 | 2대  | 말라위의회당 | 33.44% | 996,353표 | 2위  | 낙선 |